# Rhinolophus webalai
Rhinolophus webalai és una espècie de ratpenat de la família dels rinolòfids. Viu a Kenya, el Sudan del Sud i, probablement, el nord de Tanzània i Uganda. Es tracta d'un representant petit del complex R. landeri. Té una llargada total de 60-93 mm i la cua de 21-34 mm. Fou anomenat en honor del quiropteròleg Paul Waswa Webala. Com que fou descobert fa poc, encara no se n'ha avaluat l'estat de conservació, però els seus descriptors han proposat que es catalogui com a espècie en risc mínim per la seva àmplia distribució i flexibilitat ecològica.